# Arbre d'Aronszajn
En mathématiques, et plus précisément en théorie des ensembles, un arbre d'Aronszajn est un arbre non dénombrable n'ayant que des branches dénombrables et que des niveaux dénombrables. Nachman Aronszajn construisit en 1934 le premier arbre ayant cette propriété.

## Définitions
En théorie des ensembles, un arbre est un ensemble T partiellement ordonné tel que, pour tout x, l'ensemble des minorants de x, {\displaystyle \scriptstyle M_{x}=\{y\in T|y\leq x\}}, est bien ordonné, et ayant un plus petit élément (la racine de l'arbre). On appelle hauteur d'un élément x l'ordinal de l'ensemble Mx et hauteur de l'arbre la borne supérieure des hauteurs de ses éléments. On dit qu'un ensemble S ⊂ T est une branche de T si c'est un sous-ensemble de T totalement ordonné (et donc bien ordonné) maximal pour l'inclusion ; la hauteur d'une branche est son ordinal. Enfin, on appelle niveau de T (de hauteur α) l'ensemble des éléments de T de hauteur α.
Si κ est un cardinal, un κ-arbre d'Aronszajn est un arbre de hauteur κ dont aucune branche n'est de hauteur κ, et tel que tous les niveaux de T (de hauteur α < κ) soient également de cardinal < κ ; les arbres d'Aronszajn sont les ℵ1-arbres d'Aronszajn, ce qui équivaut à des arbres non dénombrables dont toutes les branches sont dénombrables, et dont chaque élément a au plus un nombre dénombrable de successeurs.
On dit qu'un cardinal κ pour lequel il n'existe pas de κ-arbre d'Aronszajn possède la propriété de l'arbre (on demande parfois de plus que κ soit régulier et non dénombrable) ; les arbres ayant un tel cardinal satisfont à un analogue convenable du lemme de König.

## Existence de κ-arbres d'Aronszajn
Le lemme de König dit qu'il n'existe pas de ℵ0-arbre d'Aronszajn.
Des ℵ1-arbres d'Aronszajn furent construits en 1934 par Nachman Aronszajn,, ce qui montre que l'analogue du lemme de König ne s'applique pas aux arbres non dénombrables.
L'existence de ℵ2-arbres d'Aronszajn est indécidable: l'hypothèse du continu implique l'existence d'un ℵ2-arbre d'Aronszajn, mais Mitchell et Silver ont montré, en admettant l'existence d'un cardinal faiblement compact (en), qu'il est consistant de supposer qu'aucun ℵ2-arbre d'Aronszajn n'existe.
Ronald Jensen a montré que l'axiome de constructibilité implique l'existence d'un κ-arbre d'Aronszajn pour tout cardinal κ infini et non limite.
En 1998, Cummings et Foreman ont montré (en utilisant un axiome de grand cardinal) qu'il est consistant qu'il n'existe aucun ℵn-arbre d'Aronszajn pour tout n fini autre que 1.
Si κ est faiblement compact, il n'existe pas de κ-arbre d'Aronszajn. Réciproquement, si κ est inaccessible et qu'il n'existe pas de κ-arbre d'Aronszajn, κ est faiblement compact.

## Arbres d'Aronszajn spéciaux
On dit qu'un arbre d'Aronszajn T est spécial s'il existe une fonction f de T vers les rationnels strictement croissante, c'est-à-dire que
x<y implique f(x)<f(y). L'axiome de Martin MA(ℵ1) entraîne que tous les arbres d'Aronszajn sont spéciaux. L'axiome de forcing propre (en) (qui est plus fort que l'axiome de Martin) entraîne un résultat plus fort, assurant qu'en un certain sens, tous les arbres d'Aronszajn sont isomorphes : plus précisément, étant donnés deux arbres d'Aronszajn, il existe un club (contraction de l'anglais CLosed UnBounded : un ensemble non borné, fermé pour la topologie de l'ordre) de niveaux tel que les restrictions des deux arbres à ces ensembles de niveaux sont isomorphes. En revanche, il est consistant (avec ZFC), qu'il existe des arbres d'Aronszajn non spéciaux, et c'est également consistant avec l'hypothèse généralisée du continu, et avec l'hypothèse de Souslin.